# Victor Jory
Victor Jory (ur. 23 listopada 1902 w Dawson City, zm. 12 lutego 1982 w Santa Monica) – kanadyjsko–amerykański aktor.
8 lutego 1960 otrzymał własną gwiazdę w Alei Gwiazd w Los Angeles znajdującą się przy 6605 Hollywood Boulevard.

## Życiorys
Urodził się w Dawson City w Jukonie w rodzinie Amerykanów – Joanny „Josie” Snyder i Edwina Ansona Jory’ego. Był mistrzem Stanów Zjednoczonych w boksie i zapasach. Podczas służby wojskowej w United States Coast Guard zachował krzepką sylwetkę. Ukończył Martha Oatman School of the Theatre w Los Angeles.
Odbywał tournée z zespołami teatralnymi i w latach 1943–1950 występował na Broadwayu, w tym jako tytułowy bohater w Henryku VIII, zanim w 1930 zadebiutował w Hollywood. Początkowo grał główne role romantyczne, ale później obsadzano go głównie w roli złoczyńcy. Zagrał w ponad 150 filmach i kilkudziesięciu odcinkach seriali telewizyjnych, napisał także dwie sztuki teatralne. Jego długa kariera w radiu obejmowała występy w serii Dangerously Your, Grand Central Station (1953) i Suspense (1959).
23 grudnia 1928 zawarł związek małżeński z Jean Spurney Inness, która zmarła 27 grudnia 1978 w wieku 78 lat. Mieli córkę Jean (ur. 14 listopada 1930, zm. 10 lipca 2023 w wieku 92 lat) i syna Jona Victora (ur. 1 czerwca 1937).
Zmarł 12 lutego 1982 w wieku 79 lat na zawał serca w Santa Monica w Kalifornii.

## Filmografia

### Filmy
- 1933: Jarmark miłości jako jarmarczny naganiacz
- 1935: Sen nocy letniej jako Oberon
- 1938: Przygody Tomka Sawyera jako Injun Joe
- 1939: Przeminęło z wiatrem jako Jonas Wilkerson, Carpetbagger
- 1943: Hoppy Serves a Writ jako Tom Jordan
- 1943: The Kansan jako Jeff Barat
- 1948: Miłość Carmen jako García
- 1960: Jak ptaki bez gniazd jako Jabe M. Torrance
- 1962: Cudotwórczyni jako kapitan Arthur Keller
- 1964: Jesień Czejenów jako Wysokie Drzewo
- 1969: Złoto MacKenny jako narrator
- 1973: Papillon jako wódz Indian

### Seriale
- 1959: Rawhide jako Jess Hode
- 1962: Doktor Kildare jako doktor Oscar Whalen
- 1962: Nietykalni jako Arnold Stegler
- 1962: Rawhide jako Hosea Brewer
- 1963: Spotkanie z Alfredem Hitchcockiem jako detektyw Paul Reardon
- 1964: Prawo Burke’a jako Jim Clover
- 1965: Strzały w Dodge City jako szef Joseph
- 1966: Bonanza jako Charles Ludlow
- 1967: Ironside jako Wally Stowe
- 1969-1971: Mannix jako Stefan Mannix
- 1972: Banaczek jako Paul Andros
- 1974: Kung Fu jako Fred